# Woestijnkangoeroegoffer
De woestijnkangoeroegoffer (Dipodomys deserti)  is een zoogdier uit de familie van de wangzakmuizen (Heteromyidae). De wetenschappelijke naam van de soort werd voor het eerst geldig gepubliceerd door Stephens in 1887.
Het diertje verdedigt zicht tegen slangen en andere vijanden door met zijn achterpoten tegen de kop van de vijand te springen en door op die manier ook zand in de ogen van de aanvaller te 'schoppen'.